# کروکان
کروکان، روستایی در دهستان سیاهو بخش مرکزی شهرستان بندرعباس در استان هرمزگان ایران است.

## جمعیت
بر پایه سرشماری عمومی نفوس و مسکن در سال ۱۳۹۵، جمعیت این روستا برابر با ۱۰۰ نفر (۳۷ خانوار) بوده‌است.